# Tour Down Under 2007
El Tour Down Under 2007, novena edició del Tour Down Under, es disputà entre el 16 i el 21 de gener de 2007 sobre un recorregut total de 667 quilòmetres repartits entre cinc etapes.
La cursa fou la quarta del circuit UCI Oceania Tour 2006-2007 i fou guanyada pel suís Martin Elmiger, seguit per l'australià Karl Menzies a sols 3" i el danès Lars Ytting Bak a 11".
Laurent Brochard guanyà la classificació dels punts, Serge Pauwels la de la muntanya, Simon Clarke la dels joves i el Team AIS la classificació per equips.

## Equips participants
En aquesta edició del Tour Down Under hi prenen part 14 equips, dels quals sis no són UCI ProTour: la selecció de Nova Zelanda, el Chocolade Jacques-Topsport Vlaanderen, el SouthAustralia.com-AIS, l'Agritubel, el Navigators Insurance i l'Australia-UniSA.
| Núm.  | Cod. | Equip            |
| ----- | ---- | ---------------- |
| 1-8   | A2R  | AG2R Prévoyance  |
| 11-18 | CSC  | Team CSC         |
| 21-28 | PRL  | Predictor-Lotto  |
| 31-38 | C.A  | Crédit Agricole  |
| 41-48 | MRM  | Team Milram      |
| 51-58 | BTL  | Bouygues Télécom |
| 61-68 | UNI  | Unibet.com       |

| Núm.    | Cod. | Equip                    |
| ------- | ---- | ------------------------ |
| 71-78   | TSV  | Topsport Vlaanderen      |
| 81-88   | NIC  | Navigators Insurance     |
| 91-98   | BAR  | Team Barloworld          |
| 101-108 | AGR  | Agritubel                |
| 111-118 | SAI  | SouthAustralia.com-AIS   |
| 121-128 | UNI  | Australia-UniSA          |
| 131-138 | NZL  | Selecció de Nova Zelanda |

## Les etapes
| Etapa | Data        | Recorregut               | km  | Vencedor d'etapa  | Líder de la general |
| ----- | ----------- | ------------------------ | --- | ----------------- | ------------------- |
| 1a    | 17 de gener | Mawson Lakes > Tanunda   | 152 | Karl Menzies      | Karl Menzies        |
| 2a    | 18 de gener | Mannum > Hahndorf        | 150 | Steven Caethoven  | Karl Menzies        |
| 3a    | 19 de gener | Stirling > Victor Harbor | 128 | Baden Cooke       | Mark Renshaw        |
| 4a    | 20 de gener | Willunga > Willunga      | 147 | Pieter Ghyllebert | Martin Elmiger      |
| 5a    | 21 de gener | Adelaida > Adelaida      | 90  | Robbie McEwen     | Martin Elmiger      |

## Classificacions finals

### Classificació general
|    | Ciclista             | Equip                  | Temps       |
| -- | -------------------- | ---------------------- | ----------- |
| 1  | Martin Elmiger       | AG2R Prévoyance        | 15h 46' 38" |
| 2  | Karl Menzies         | Australia-UniSA        | + 3"        |
| 3  | Lars Bak             | Team CSC               | + 11"       |
| 4  | Matthew Lloyd        | Predictor-Lotto        | + 13"       |
| 5  | Gustav Larsson       | Unibet.com             | + 21"       |
| 6  | Luke Roberts         | Team CSC               | + 50"       |
| 7  | Gene Bates           | SouthAustralia.com-AIS | m. t.       |
| 8  | Paolo Longo Borghini | Team Barloworld        | + 55"       |
| 9  | Yannick Talabardon   | Crédit Agricole        | m. t.       |
| 10 | Simon Clarke         | Southaustralia.com-AIS | + 1' 43"    |

|   | Ciclista          | Equip                | Punts |
| - | ----------------- | -------------------- | ----- |
| 1 | Laurent Brochard  | Bouygues Télécom     | 26    |
| 2 | Martin Elmiger    | AG2R Prévoyance      | 18    |
| 3 | Pieter Ghyllebert | Topsport Vlaanderen  | 14    |
| 4 | Viktor Rapinski   | Navigators Insurance | 12    |
| 5 | Karl Menzies      | Australia-UniSA      | 10    |

|   | Ciclista         | Equip                    | Punts |
| - | ---------------- | ------------------------ | ----- |
| 1 | Serge Pauwels    | Topsport Vlaanderen      | 32    |
| 2 | Samuel Dumoulin  | AG2R Prévoyance          | 28    |
| 3 | Gianpaolo Cheula | Team Barloworld          | 24    |
| 4 | Matti Breschel   | Team CSC                 | 16    |
| 5 | Heath Blackgrove | Selecció de Nova Zelanda | 16    |

|   | Ciclista          | Equip                  | Temps       |
| - | ----------------- | ---------------------- | ----------- |
| 1 | Simon Clarke      | Southaustralia.com-AIS | 15h 48' 21" |
| 2 | Pieter Jacobs     | Unibet.com             | + 9' 02"    |
| 3 | Matthew Goss      | Team CSC               | + 12' 17"   |
| 4 | Wesley Sulzberger | Southaustralia.com-AIS | + 15' 03"   |
| 5 | Geraint Thomas    | Team Barloworld        | + 20' 59"   |

|   | Equip                  | Temps       |
| - | ---------------------- | ----------- |
| 1 | SouthAustralia.com-AIS | 46h 59' 14" |
| 2 | Team CSC               | + 3' 35"    |
| 3 | Unibet.com             | + 15' 04"   |
| 4 | Bouygues Télécom       | + 18' 27"   |
| 5 | Crédit Agricole        | + 18' 46"   |

## Evolució de les classificacions
| Etapa (Vencedor)      | Classificació general | Classificació de la muntanya | Classificació per punts | Classificació dels joves | Classificació per equips |
| --------------------- | --------------------- | ---------------------------- | ----------------------- | ------------------------ | ------------------------ |
| 1 (Karl Menzies)      | Karl Menzies          | Serge Pauwels                | Gene Bates              | Simon Clarke             | Team CSC                 |
| 2 (Steven Caethoven)  | Karl Menzies          | Serge Pauwels                | Luke Roberts            | Simon Clarke             | SouthAustralia.com-AIS   |
| 3 (Baden Cooke)       | Karl Menzies          | Samuel Dumoulin              | Viktor Rapinski         | Simon Clarke             | SouthAustralia.com-AIS   |
| 4 (Pieter Ghyllebert) | Martin Elmiger        | Samuel Dumoulin              | Laurent Brochard        | Simon Clarke             | SouthAustralia.com-AIS   |
| 5 (Robbie McEwen)     | Martin Elmiger        | Serge Pauwels                | Laurent Brochard        | Simon Clarke             | SouthAustralia.com-AIS   |
| Classificació final   | Martin Elmiger        | Serge Pauwels                | Laurent Brochard        | Simon Clarke             | SouthAustralia.com-AIS   |